# Edilson Soares Nobre
Edilson Soares Nobre (ur. 9 maja 1965 w Touros) – brazylijski duchowny katolicki, biskup Oeiras od 2017.

## Życiorys
Święcenia kapłańskie otrzymał 6 kwietnia 1991 i został inkardynowany do archidiecezji Natal. Przez ponad 20 lat pracował jako duszpasterz parafialny. W 2012 został wikariuszem generalnym archidiecezji.
11 stycznia 2017 papież Franciszek mianował go ordynariuszem diecezji Oeiras. Sakry udzielił mu 20 marca 2017 metropolita Natal – arcybiskup Jaime Vieira Rocha.